# Hușciînți, Kalînivka
Hușciînți (în ucraineană Гущинці) este localitatea de reședință a comunei Hușciînți din raionul Kalînivka, regiunea Vinnița, Ucraina.

## Demografie
Componența lingvistică a localității Hușciînți
     Ucraineană (99,18%)
     Alte limbi (0,73%)
Conform recensământului din 2001, majoritatea populației localității Hușciînți era vorbitoare de ucraineană (99,18%), existând în minoritate și vorbitori de alte limbi.